# 犬上王
犬上王（いぬかみおう、生年不詳 - 和銅2年6月28日（709年8月8日））は、飛鳥時代の皇族。官位は正四位下・宮内卿。

## 経歴
大宝2年（702年）持統上皇の葬儀に際して、穂積親王らとともに作殯宮司を勤める（このときの位階は従四位下）。慶雲4年（707年）の文武天皇の葬儀でも殯宮の行事への供奉を行うとともに、御装司を勤めるなど（このときの位階は正四位下）、二代続けて天皇の喪葬に関わっている。
和銅元年（708年）3月に宮内卿に任ぜられ、同年10月には平城宮の造営を報告するために伊勢神宮への奉幣を勤めている。和銅2年（709年）6月28日卒去。最終官位は散位正四位下。

## 人物
『懐風藻』に漢詩作品1首が採録されている。

## 官歴
『続日本紀』による。
- 時期不詳：従四位下
- 大宝2年（702年） 12月23日：作殯宮司（持統上皇葬儀）
- 慶雲4年（707年） 6月16日：見正四位下。10月3日：御装司（文武天皇の葬儀）
- 和銅元年（708年） 3月13日：宮内卿
- 和銅2年（709年） 6月28日：卒去